# Robert Franks
Robert Christopher Franks Jr., né le 18 décembre 1996 à Vancouver dans l'État de Washington, est un joueur américain de basket-ball évoluant au poste d'ailier fort.

## Biographie
Non drafté en 2019, il signe le 3 juillet 2019 un contrat two-way en faveur des Hornets de Charlotte. Le 18 janvier 2020, les Hornets de Charlotte se séparent de lui. Franks participe à la pré-saison du Magic d'Orlando mais est licencié avant le début de la saison 2020-2021.
En avril 2021, il signe un contrat de 10 jours en faveur du Magic d'Orlando.

## Statistiques

### Universitaires
| Saison    | Équipe           | Matchs | Titul. | Min./m | % Tir | % 3pts | % LF | Rbds/m. | Pass/m. | Int/m. | Ctr/m. | Pts/m. |
| --------- | ---------------- | ------ | ------ | ------ | ----- | ------ | ---- | ------- | ------- | ------ | ------ | ------ |
| 2015-2016 | Washington State | 23     | 0      | 8,3    | 28,0  | 22,2   | 76,2 | 1,26    | 0,39    | 0,04   | 0,17   | 2,17   |
| 2016-2017 | Washington State | 31     | 0      | 16,4   | 44,0  | 31,1   | 73,2 | 3,26    | 0,77    | 0,13   | 0,58   | 6,29   |
| 2017-2018 | Washington State | 30     | 30     | 33,0   | 47,6  | 40,5   | 85,4 | 6,57    | 1,93    | 0,50   | 0,97   | 17,37  |
| 2018-2019 | Washington State | 27     | 26     | 34,4   | 49,3  | 39,9   | 84,8 | 7,22    | 2,59    | 0,67   | 0,70   | 21,59  |
| Total     | Total            | 111    | 56     | 23,6   | 46,7  | 37,8   | 82,9 | 4,70    | 1,45    | 0,34   | 0,63   | 12,15  |

### Professionnelles

#### Saison régulière NBA
| Saison    | Équipe  | Matchs | Titul. | Min./m | % Tir | % 3pts | % LF | Rbds/m. | Pass/m. | Int/m. | Ctr/m. | Pts/m. |
| --------- | ------- | ------ | ------ | ------ | ----- | ------ | ---- | ------- | ------- | ------ | ------ | ------ |
| 2020-2021 | Orlando | 7      | 0      | 14,4   | 46,4  | 33,3   | 92,3 | 2,00    | 0,71    | 0,43   | 0,43   | 6,14   |
| Total     | Total   | 7      | 0      | 14,4   | 46,4  | 33,3   | 92,3 | 2,00    | 0,71    | 0,43   | 0,43   | 6,14   |

#### Saison régulière G-League
| Saison    | Équipe     | Matchs | Titul. | Min./m | % Tir | % 3pts | % LF | Rbds/m. | Pass/m. | Int/m. | Ctr/m. | Pts/m. |
| --------- | ---------- | ------ | ------ | ------ | ----- | ------ | ---- | ------- | ------- | ------ | ------ | ------ |
| 2019-2020 | Greensboro | 22     | 15     | 32,0   | 48,2  | 33,6   | 87,0 | 5,64    | 1,64    | 0,41   | 0,45   | 18,45  |
| 2019-2020 | Stockton   | 14     | 13     | 32,5   | 49,1  | 39,8   | 72,7 | 7,93    | 1,79    | 1,07   | 0,93   | 15,57  |
| 2020-2021 | Lakeland   | 14     | 12     | 24,5   | 50,8  | 35,6   | 78,3 | 6,71    | 1,50    | 0,21   | 0,50   | 12,07  |
| Total     | Total      | 50     | 40     | 30,0   | 49,0  | 35,9   | 81,3 | 6,58    | 1,64    | 0,54   | 0,60   | 15,86  |